# Je me marie en blanc
Singles de France Gall
Quand on est ensemble
(1966) Bonsoir John-John
(1966)
Je me marie en blanc est une chanson de France Gall. Elle est initialement parue en 1966 sur un EP et en single,,,. La même année, elle est interprétée par Anne Wiazemsky dans le film Au hasard Balthazar de Robert Bresson.

## Développement et composition
La chanson a été écrite par Jean Dréjac et composée par Jean Wiéner. L'enregistrement a été produit par Denis Bourgeois.

## Listes des pistes
EP 7" 45 tours Les Sucettes / Je me marie en blanc / Quand on est ensemble / Ça me fait rire (1966, Philips 437.229 BE, France etc.)
A1. Les Sucettes (2:33)
A2. Quand on est ensemble (2:10)
B1. Ça me fait rire (2:27)
B2. Je me marie en blanc (2:25),
Single 7" 45 tours Ça me fait rire / Je me marie en blanc (1966, Philips B 373.825 F, France)

Single 7" 45 tours Ça me fait rire / Je me marie en blanc (1966, Philips 373.825, Canada)
Face 1. Ça me fait rire (2:27)
Face 2. Je me marie en blanc (2:25)

## Classements
Les Sucettes / Je me marie en blanc / Quand on est ensemble,,
| Classement (1966)                       | Meilleure position |
| --------------------------------------- | ------------------ |
| Belgique (Wallonie Ultratop 50 Singles) | 14                 |